# Rue Brunel
La rue Brunel est une voie du 17e arrondissement de Paris, en France.

## Situation et accès
La rue Brunel est une voie publique située dans le 17e arrondissement de Paris. Elle débute place Yvon-et-Claire-Morandat et se termine au 235, boulevard Pereire.

## Origine du nom
Comme d'autres rues du quartier, cette rue a été nommée en référence à un scientifique, ici Marc Isambart Brunel (1769-1849), ingénieur britannique d'origine française à qui l'on doit le tunnel sous la Tamise (1842), l'invention de poulies de marine et de machines de sciage.

## Historique

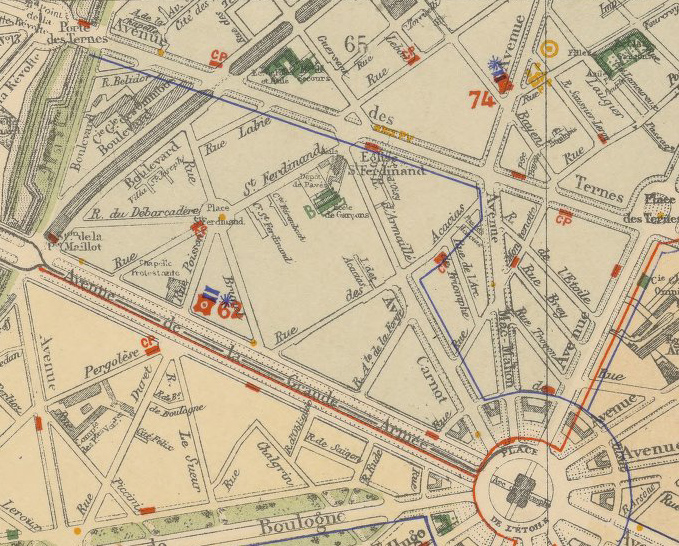
Plan cadastral de Ferdinanville, vers 1900.

Le lieu où fut établie cette rue était quasi désert jusqu'au début du XIXe siècle et s'appelait du nom de la grande réserve des chasses royales, le grand Éperon du Roi.
La rue Brunel fut créée vers la fin de la monarchie de Juillet, en 1847, comme l'un des axes d'un nouveau quartier dénommé « Ferdinanville », qui fut fondé par des promoteurs, peu après la mise en service de la nouvelle église des Ternes.
La rue Brunel traverse l'ensemble du quartier en partant de l'avenue de la Grande-Armée à mi-distance entre la porte Maillot et la place de l’Étoile puis passant en son milieu par la place Saint-Ferdinand (anciennement rond-point de Ferdinanville), elle rejoint le boulevard Pereire à faible distance de l'avenue des Ternes.
L'opération initiale de Ferdinanville fut un fiasco et ne connaîtra le succès que bien des années plus tard.
Dans le projet initial, la rue devait s'appeler rue Sainte-Marie, puis rue de la Reine-Amélie, en l'honneur de l'épouse de Louis-Philippe Ier, roi des Français (1830-1848). Finalement, lors du rattachement du quartier à Paris, cette voie qui faisait jusqu'alors partie de la commune de Neuilly est classée sous le nom de rue Brunel par décret du 23 mai 1863 confirmé par décret du 10 août 1868.
Décret du 10 août 1868
« Napoléon, etc., 

sur le rapport de notre ministre secrétaire d’État au département de l'Intérieur,
vu l'ordonnance du 10 juillet 1816 ;
vu les propositions de M. le préfet de la Seine ;
avons décrété et décrétons ce qui suit :
Article 13. — Le nom de rue Brunel, qui avait été assigné par notre décret en date du 2 mars 1864 à l'une des voies ouvertes dans la plaine Monceau, laquelle voie est aujourd'hui absorbée par le chemin de fer de l'Ouest, sera donné à la rue Sainte-Marie, dépendant du 17e arrondissement ;
etc.
Article 17. — Notre ministre secrétaire d'État au département de l'Intérieur est chargé de l'exécution du présent décret.
Fait au palais de Fontainebleau, le 10 août 1868. »

## Bâtiments remarquables et lieux de mémoire

### Les Cycles Médinger
Au no 8-10 de la rue Brunel, l'ancien champion cycliste Paul Médinger crée une fabrique de cycles en février 1894. À sa mort, la société est reprise par Émile Tridon. En novembre 1898, la société Medinger Cycle Compagnie Limited est déclarée en faillite.

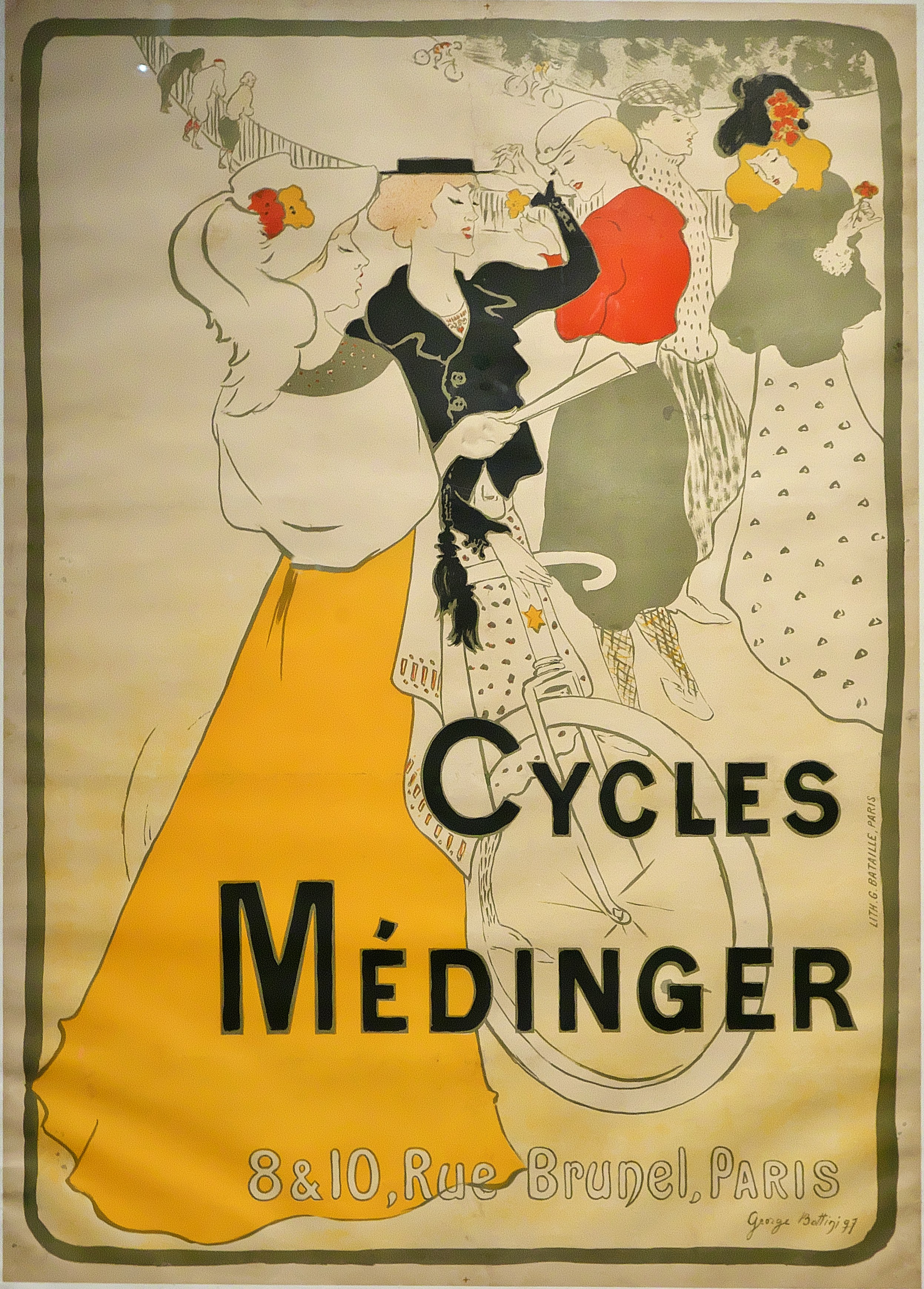
Cycles Médinger (1897), affiche de George Bottini.

### Les Cycles Clément
Au no 20 de la rue Brunel, Adolphe Clément, initialement simple ouvrier serrurier, s'installe comme fabricant de vélocipèdes en 1878, sous le nom de Cycles Clément. Il occupe alors cinq ouvriers.
En 1890, il devient le premier fabricant de cycles français (devant Peugeot), un succès industriel et commercial qui lui rapportera une fortune. Son atelier occupe alors tout le no 20 de la rue, une partie du no 18 et une partie des terrains contigus situés au 27, rue Saint-Ferdinand ; il y fait alors travailler quatre cents ouvriers.

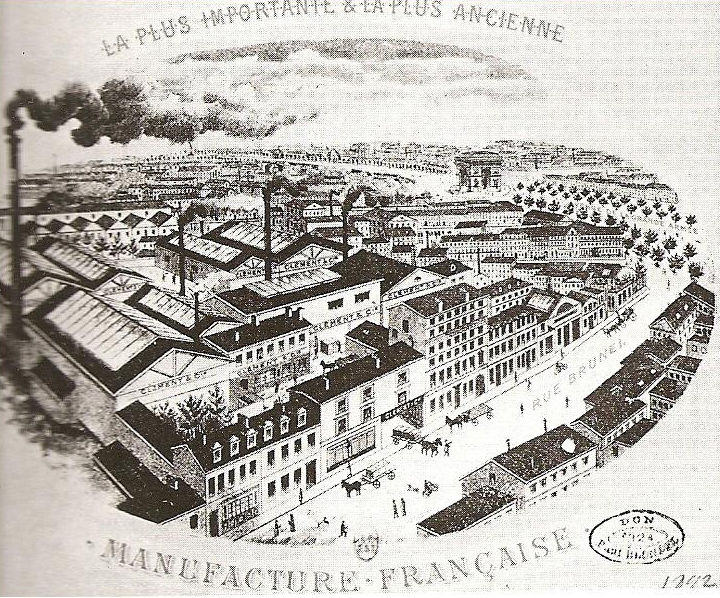
Usines Clément de la rue Brunel (dessin propagandiste travestissant la réalité).
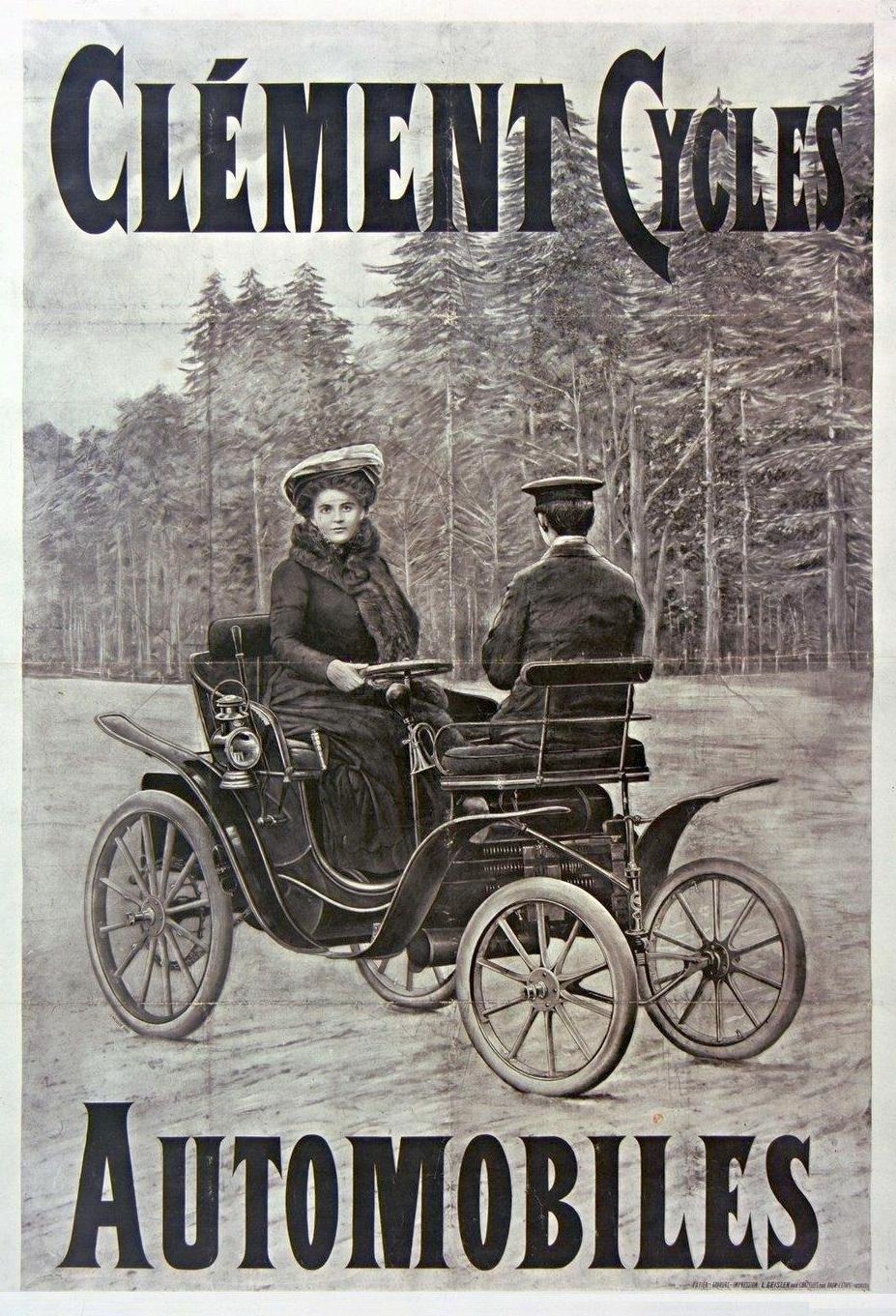
Automobile Clément (affiche 1901).
Cycles Clément, 20, rue Brunel, Paris.
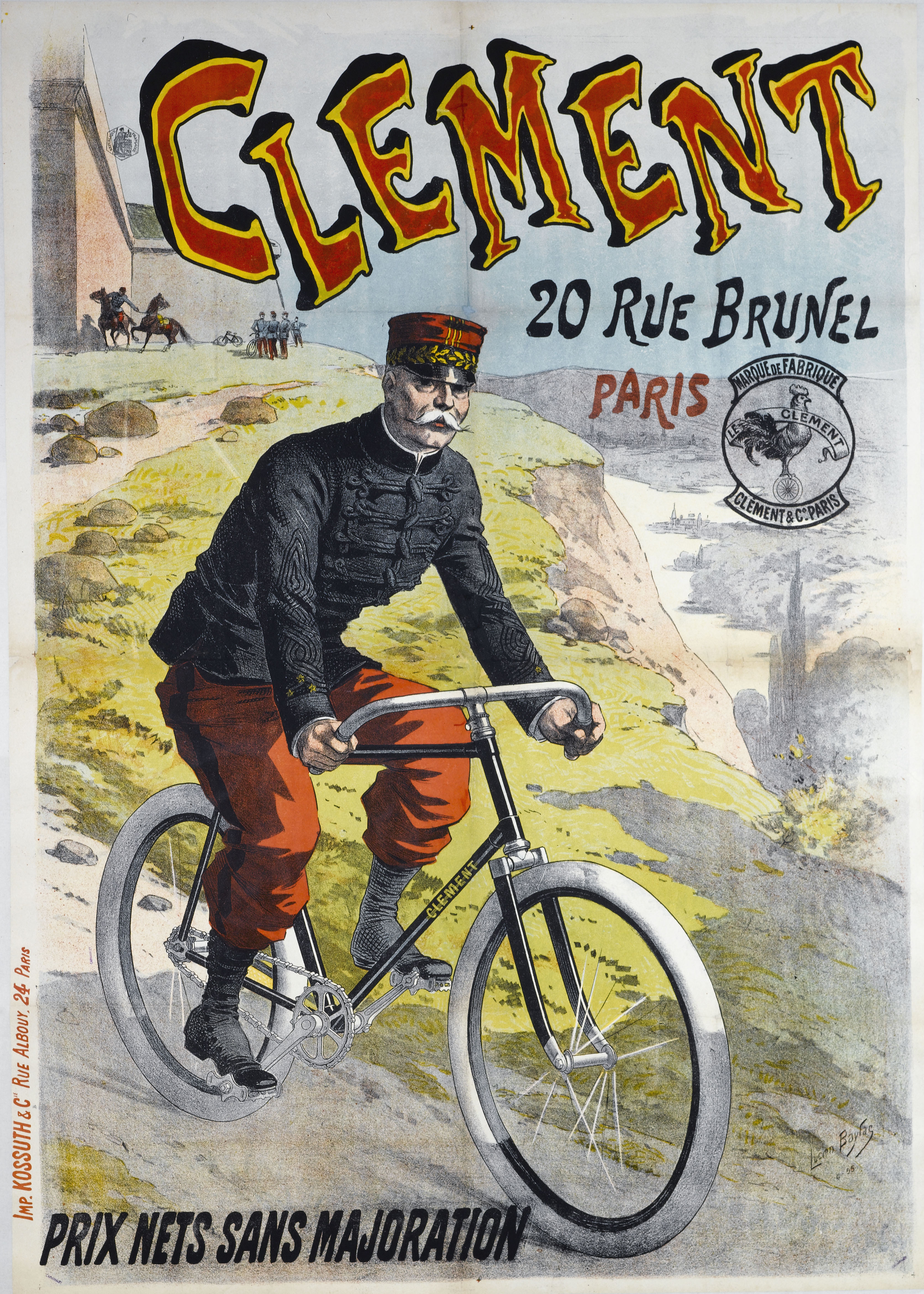
Clément, 20, rue Brunel, Paris.

En 1891, il acquiert la licence de fabrication du pneu Dunlop et fabrique celui-ci dans un nouvel atelier quai Michelet à Levallois. Il s'étend également dans Paris au 11, rue Brunel. Il s'agrandira plus tard à Tulle en rachetant les bâtiments de l'ancienne manufacture d'armes et en fait une succursale de ses ateliers en Île-de-France. Plus tard, il devient constructeur automobile, puis se lance dans la construction de dirigeables qui survolèrent le nord de la France, entre 1908 et la Première Guerre mondiale. Ayant perdu les droits d'utiliser la marque de « Clément » (seul) pour ses voitures, il adopte celui de « Clément-Bayard », pour faire pendant aux Clément-Talbot anglaises. La statue du chevalier Bayard devint dès lors l’emblème de la société et, en 1909, le conseil d'État l'autorise à utiliser le nom « Clément-Bayard » pour lui et pour sa descendance.
Au no 11, la société La Française Diamant y a son siège dans les années 1890.
L'usine Clément-Bayard de Levallois-Perret est vendue à Citroën en 1922.
Au 25, rue Brunel, il existe toujours en 2014 un grand parking à étages, probablement une autre extension de Clément, en tout cas, il rappelle aussi la vocation du 17e arrondissement dans l'industrie de l'automobile.